# Horde Nogaï
 (mai 2019).
Si vous disposez d'ouvrages ou d'articles de référence ou si vous connaissez des sites web de qualité traitant du thème abordé ici, merci de compléter l'article en donnant les références utiles à sa vérifiabilité et en les liant à la section « Notes et références ».
1500 environ – 1632
Entités précédentes :
- Horde d'or

Entités suivantes :
- Empire russe

La Horde Nogaï fut une confédération de nomades turcs qui occupa la steppe pontique de 1500 environ jusqu'à ce que les Russes les repoussent vers le sud (au Daghestan) ou vers l'est (au Kazakhstan) au XVIIe siècle.
Nogaï est plus un ethnonyme qu'un groupe ethnique. Les Nogaïs, tout comme les peuples de la Horde d'or, les Coumans et les Petchénègues, ainsi, sans doute, que les Avars et les Khazars, étaient largement la même population dotée de groupes dirigeants différents et, dans une moindre mesure d'une langue différente et donc portant un nom différent. Ils sont nommés d'après le prince gengiskhanide Nogaï.
Pour leurs descendants au Daghestan ou ailleurs, voir Nogaïs.

## Histoire
Nogaï (mongol noxoï : chien), arrière-petit-fils de Gengis Khan, de qui les Nogaïs tireront leur nom, fut un important personnage parmi les Mongols de Russie à la fin du XIIIe siècle et joua le rôle de faiseur de rois parmi ses cousins de la Horde d'or. Il meurt en décembre 1299.
Edigu (ou Edege Mangit), le fondateur de la dynastie, et ses successeurs sont opposés aux héritiers légitimes du trône de la Horde d'or, des conflits réguliers les opposent jusqu'à la disparition de la grande horde. Ils imposent ensuite leur autorité sur les tribus nomades qui naviguaient entre les différents khanats issus de l'éclatement de la Horde et s'allient tantôt avec l'un d'eux, tantôt avec la Moscovie. Dès leur établissement ils subissent les assauts des Kalmouks qui les expulsent progressivement, d'abord de la Volga, puis du reste de la steppe lorsque les Kalmouks seront associés aux Russes.
En choisissant leur nom en référence à Nogaï, les Nogaïs se rattachent à l'héritage mongol mais, n'étant pas d'ascendance gengiskhanide, ils n'ont jamais pu prétendre au Khanat.
Une subdivision administrative russe leur est actuellement dédiée : le raïon Noghaïski en Karatchaïévo-Tcherkessie.

### La Horde d'or: de Tamerlan au déclin
En 1395, Tamerlan vainc Tokhtamych, pille Saraï et vassalise la Horde d'or. Le prestige du Khan est fortement réduit et le véritable pouvoir passe au fondateur de la dynastie Nogaï, général en chef des armées, Edigu, qui vainc une coalition de Tokhtamych et de Vytautas de Lituanie en 1399. Edigu tue Tokhtamych en 1405 ou 1406 puis réunifie le Khanat et lance des raids en Russie et contre les Bulgares de la Volga. Destitué en 1410 il s'enfuit mais Rukh, le shah d'Hérat, le livre. Il est assassiné en 1419 (ou 1412) mais ses descendants maintiennent la dynastie Nogaï durant plus de deux siècles sur les tribus nomades. Lors de l'annexion par la Russie, les derniers représentants de la dynastie Nogaï se convertissent au christianisme orthodoxe et deviennent Princes Urusov et Yusupov.
Au milieu du XVe siècle, en une trentaine d'années, la Horde d'or est démembrée en différents Khanats : le khanat de Kazan est fondé en 1438. À peu près au même moment, en 1441 le khanat de Crimée se déclare indépendant. En 1465 les Kazakhs fondent aussi un Khanat kazakh. Enfin, en 1466 le khanat d'Astrakhan est institué. Dès lors, la Horde d'or ne conserve que les nomades de la steppe, la capitale Saraï et le contrôle des caravanes de commerce. C'est peu après que le terme « Grande Horde » apparaît (pour désigner les nomades sous l'autorité de la Horde d'or, à ne pas confondre avec la Grande Horde Nogaï que l'on distinguera plus tard de la Petite Horde Nogaï fondée vers 1557).
Une quinzaine d'années plus tôt, en 1452 Vassili II offre un territoire sur la rivière Oka au prince de Kazan Qasim Khan, sur lesquels il fonde le khanat de Qasim, vassal de Moscou. C'est le début de la mainmise russe sur les Turco-Tatars. En 1480, lors de la Grande halte sur la rivière Ougra, une armée russe conduite par Ivan III de Russie et l'armée tatare d'Akhmat Khan se font face, chacune sur une rive, sans s'attaquer. Au terme d'une semaine de face-à-face, les Tatars se retirent, marquant la fin de la domination tataro-mongole sur la principauté de Moscou.
En 1475 les Ottomans prennent Caffa aux Génois et vassalisent le lhanat de Crimée. Désormais les influences étrangères sont prépondérantes dans les équilibres politiques du territoire de l'ancienne Horde d'or. Entre 1480 et 1519, la Moscovie et le khanat de Crimée s'allient contre la Horde d'or et la Lituanie.
Pour autant, ce sont ses anciens sujets qui achèvent la Grande Horde, dernier avatar de la Horde d'or. À partir de 1470, les Nogaïs combattent la Grande Horde et, engagés aux côtés du Khan de Sibir, ils parviennent à tuer Akhmat Khan en 1481. En 1502 le khan de Crimée Meñli Ier Giray vainc les successeurs d'Akhmat. Saraï est détruite.

### Indépendance
En 1509 environ, les Nogaïs étendent leur autorité sur les terres laissées vacantes par la Grande Horde mais bientôt, en 1521, ils sont poussés à l'ouest par les Kazakhs, ils franchissent alors la Volga et attaquent Astrakhan. L'année suivante, en 1522, les Kazakhs prennent la capitale nogaï, Saraïtchik. Au sud-ouest le khanat de Crimée progresse aussi et prend brièvement Astrakhan en 1523, mais le Khan Mehmed Ier Giray est tué et son armée détruite par les Nogaïs.
Le règne d'Ivan le Terrible de 1547 à 1584 est marqué par la progresseion russe face aux Tatars : En 1552 ils annexent Kazan et en 1556 Astrakhan. Dans les années 1550 la Horde Nogaï est en proie au désordre et une famine survient en 1556. Moscou intervient en rétablissant l'impopulaire Ismaël Beg. Ces dissensions provoquent la création de la Horde Ataulskaya sur l'Emba puis le départ de Mirza Kazy en 1557, qui traverse la Volga et fonde la Petite Horde Nogaï le long du Kouban.
Entre 1567 et 1571 les Russes progressent au sud des Nogaïs et établissent un fort sur le Terek, entraînant une intervention ottomane. En 1569 une alliance des Ottomans, du khanat de Crimée et de la Petite Horde Nogaï échoue à reprendre Astrakhan. En 1571 100 000 cavaliers nogaïs et de Crimée attaquent et incendient Moscou mais en 1572, un second raid échoue à la bataille de Molodi.
Dès lors, la situation de la Russie se consolide. En 1582, elle fait la paix avec la Suède et la Lituanie, installe de nouveaux forts sur la Volga et construit, à partir de 1598, des fortifications plus au sud. Au cours des années 1570, la pression des Kazakhs a déplacé le commerce nogaï de l'Asie centrale vers Moscou. En 1588, de nombreux Nogaïs s'installent le long du Don.
Des combats très destructeurs entre la Petite et la Grande Horde affaiblissent les Nogaïs. En 1600, Pour la première fois, Moscou choisit le Beg Nogaï d'Astrakhan, il s'ensuit une guerre civile entre les Nogaïs.

### Déclin de la Horde Nogaï
Entre 1613 et 1643, les Kalmouks, des combattants mongols bouddhistes, chassés de Dzoungarie par les Chinois, migrèrent vers l'ouest et occupèrent une zone entre le Don et l'Emba. Certains Nogaïs orientaux rejoignirent les Kazakhs et les Karakalpaks, les autres restèrent sur place et devinrent des sujets kalmouks. D'autres encore deviennent sujets du khan de Crimée en traversant la Volga et en atteignant le Kuban ou en franchissant le Don à l'ouest.
À la mort d'Isterek Beg en 1619 une guerre civile éclate après laquelle le statut de Beg devient incertain.
Les Nogaïs subissent ensuite plusieurs défaites militaires. En 1633 a lieu le dernier raid des Nogaïs, alliés à la Crimée, pour atteindre l'Oka. Surtout, en 1634 ils subissent une défaite majeure face aux Kalmouks. En 1643 les Kalmouks sont expulsés d'Astrakhan par les Russes, ils prennent désormais part aux expéditions russes contre les Tatars.
En 1672 les Kalmouks, les Russes et les Cosaques assiègent Azov ; en 1693 Les Kalmouks attaquent les Nogaïs pour le compte de la Russie ; en 1711 20 474 Kalmouks et 4 100 Russes attaquent Kuban. Ils tuent 11 460 Nogaïs, en noient 5 060 autres et reviennent avec 2 000 chameaux, 39 200 chevaux, 190 000 bovins, 220 000 moutons et 22 100 captifs, parmi lesquels seul 700 étaient des hommes adultes. Sur le chemin du retour ils rencontrent et défont une troupe de Nogaïs de retour d'expédition et libèrent 2 000 prisonniers Russes.
Dans les décennies suivante, durant les années 1720 et 1730, 15 000 « tentes » nogaï fuient les Kalmouks pour Kuban. Des allers-retours ont lieu durant des années. De 1736 à 1739, les Russes tiennent temporairement Azov mais ils rendent la ville au Sultan ottoman.
Dans les années 1770, les Russes finissent par établir leur domination sur la Crimée. En 1770 ils s'allient avec les Yedisan afin qu'ils bloquent la voie terrestre des Balkans à la Crimée. En 1771 a lieu l'exode Trans-Volga de retour des Kalmouks en Dzoungarie où ils prennent le nom d'Oyirad, seuls ceux qui restent s'appellent Kalmouks. En 1772, de nombreux Nogaïs de Crimée acceptent la protection russe et en 1774, le khanat de Crimée est vassal de la Russie, il sera annexé en 1783, de nombreux Nogaïs passent alors du Dniepr au Kuban.
Au cours des 150 ans suivants, les ports à grains de la mer Noire soutinrent une expansion massive vers le sud de l'agriculture et de la population russe ce qui exerce une forte pression sur les populations musulmanes tatares. Aux environs de 1860, plusieurs centaines de milliers de musulmans migrèrent de Russie vers l'Empire ottoman.
Au XXe siècle, un raïon Nogaï est créé au Daghestan. En 2002 la population nogaï s'élève à 90 700 personnes et en 2007 un raïon Nogaï (Noghaïski (en)) est créé en Karatchaïévo-Tcherkessie.

## Société

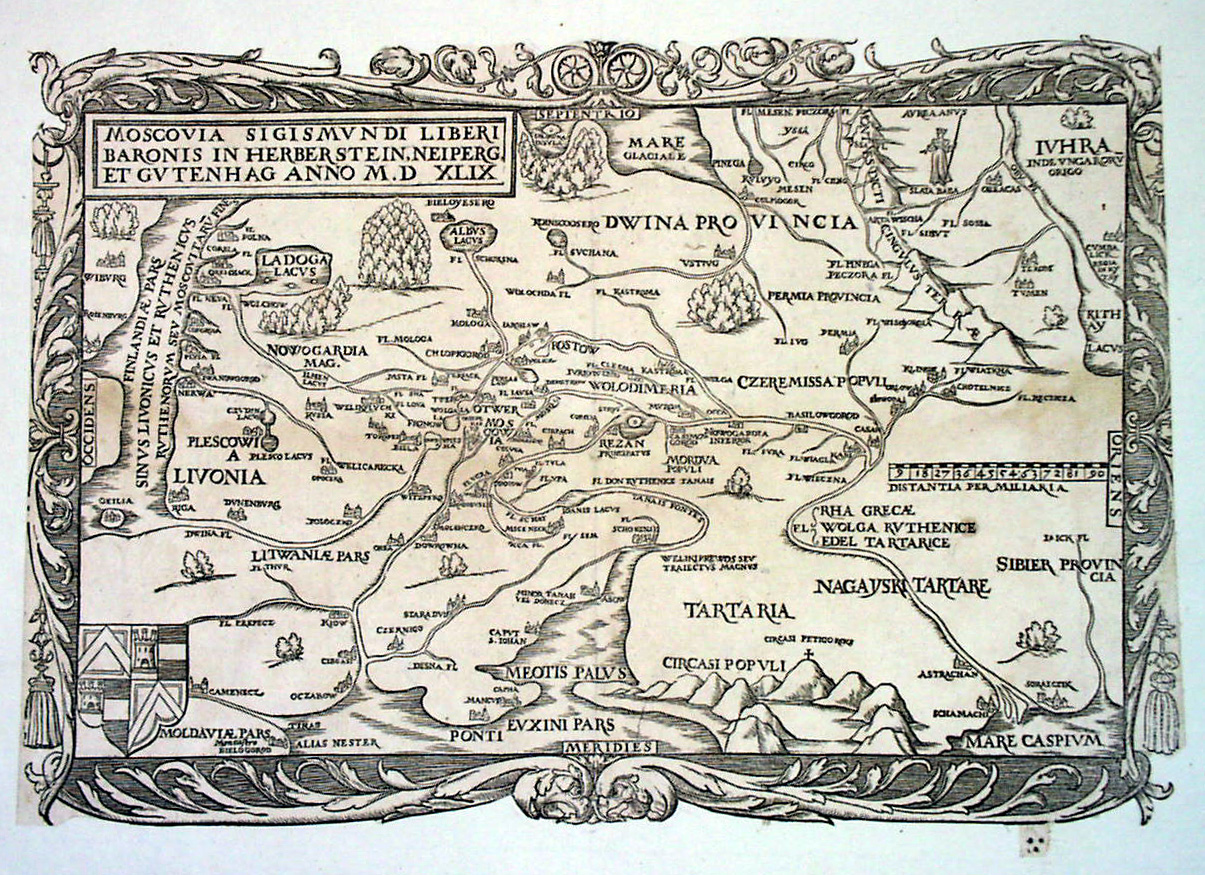
Sigismund von Herberstein place les Nagayski Tartare (les « Tatars Nogaï ») sur le cours inférieur de la Volga sur cette carte en 1549.

Il y avait deux groupes de Nogaïs : ceux du Nord de la mer Caspienne dirigés par leur propre beg, et ceux du Nord de la mer Noire, sujets du khan de Crimée. Le premier groupe fut détruit par les Kalmouks aux alentours de 1632. Les seconds partagèrent le sort du khanat de Crimée.
La langue nogaï était une forme de turc kiptchak (la langue kiptchak fut une lingua franca, sorte de turc « moyen », utilisé dans les relations avec les marchands de Gênes et de Venise installés dans les comptoirs de Crimée), du même groupe linguistique que les langues de leurs voisins kazakhs, bachkirs et tatars de Crimée ou de Kazan.
Ils étaient musulmans sunnites mais les institutions religieuses étaient relativement peu développées.
L'unité sociale de base était l'ulu ou bande (en mongol ulus, uls signifie « pays, région »), sans doute couplé à d'autres structures claniques complexes. Les aristocrates portaient le titre de mirza. Le dirigeant des Nogaïs était le beg (et non pas un khan puisque les chefs nogaïs ne prétendaient généralement pas descendre de Temüdjin). Depuis 1537 le deuxième personnage de l'État était le nureddin, généralement le fils du beg ou son jeune frère et successeur attendu. Le nureddin contrôlait la rive droite de la Volga. À partir des années 1560 il y eut un second nureddin, sorte de chef de guerre. Au troisième rang se trouvait le keikuvat, qui contrôlait l'Emba. L'organisation politique était fluide et très dépendante du prestige personnel puisqu'en tant que nomades, les sujets nogaïs pouvaient très facilement quitter un chef qui leur déplaisait.
La capitale ou camp d'hiver était Saraï-Jük (ou Saraychik), une ville caravanière en déclin, située sur le cours inférieur de l'Oural. Les begs et les mirzas se déclaraient souvent vassaux de puissances extérieures, mais ces allégeances avaient peu d'incidence pratique.
Les ambassadeurs et les marchands étaient régulièrement rossés et détroussés. Le style de vie des voleurs de chevaux, méprisé dans de nombreuses cultures, était, dans la steppe, un gage d'honneur et représentait une part importante de la vie sociale et économique.

## Économie
Ils étaient essentiellement des pasteurs nomades, élevant des moutons, chevaux et chameaux. Les autres biens étaient obtenus grâce au commerce (généralement de chevaux et d'esclaves), aux raids et aux tributs. Il existait quelques sujets paysans le long de la rivière Oural (ou Yaïk). La principale source de revenus des Nogaïs reposait sur les esclaves capturés lors des raids puis vendus en Crimée ou à Boukhara. La chasse, la pèche, les taxes sur les caravanes et les migrations saisonnières agricoles étaient aussi pratiquées mais elles restent faiblement documentées.

## Hordes et tribus
En 1557 environ, le Mirza Kazy se querella avec le Beg Ismaël et fonda la Petite Horde Nogaï sur la rivière Kuban. Les Nogaïs du Nord de la Caspienne furent ensuite appelés la Grande Horde Nogaï.
Les Nogaïs du Nord de la mer Noire étaient nominalement des sujets du khan de Crimée plus que du beg nogaï. Ils étaient divisés en différents groupes : Budjak (ou Bucak, du Danube au Dniestr), Yedisan (ou Cedsan, du Dniestr au Bug), Jamboyluk (ou Camboyluk, du Bug à la Crimée), Yedickul (ou Cedişkul, Nord de la Crimée) et Kuban (au nord de la mer d'Azov). Les sources sont assez succinctes mais certains de ces groupes semblent avoir été des clans ou des tribus. Les Yedisan en particulier, sont mentionnés dans divers endroits comme un groupe distinct.